# Иркутский релейный завод
АО «Иркутский релейный завод» (ИРЗ) — промышленное предприятие города Иркутска, специализирующееся на разработке и изготовлении изделий коммутационной техники.
Основным направлением деятельности предприятия является разработка и производство электромагнитных реле, радиочастотных соединителей типа SMA и SMP, электромеханических переключателей и СВЧ переключателей. 

## История
Предприятие основано 13 января 1934 года на базе кустарных ремонтно-механических мастерских. В годы Великой Отечественной войны завод выпускал анодные батареи к полевым телефонным аппаратам, радиостанциям. В послевоенное время завод «Востсибэлемент» освоил производство акустических приборов — уличных и динамических громкоговорителей, батарейных радиоприемников. На выпуске коммутационной техники он специализируется с 1956 года. Своё название — «Иркутский релейный завод» предприятие получило в 1963 году. С этого времени и остаётся неизменным его имя, а также профиль производства.